# 若佩库尔
若佩库尔（法語：Joppécourt，法語發音：[ʒɔpekuʁ]；洛林语：Jopéco）是法国默尔特-摩泽尔省的一个市镇，属于布里埃区。

## 地理
若佩库尔（49°23'17"N, 5°47'43"E）面积6.98 平方千米，位于法国大東部大區默尔特-摩泽尔省，该省份为法国东北部内陆省份，是洛林的一部分，北邻比利时、卢森堡，北起顺时针与摩泽尔省、下莱茵省、孚日省和默兹省接壤。
与若佩库尔接壤的市镇（或旧市镇、城区）包括：巴扎耶、菲利埃、下梅尔西、上梅尔西、塞鲁维尔、蒙图瓦城。
若佩库尔的时区为UTC+01:00、UTC+02:00（夏令时）。

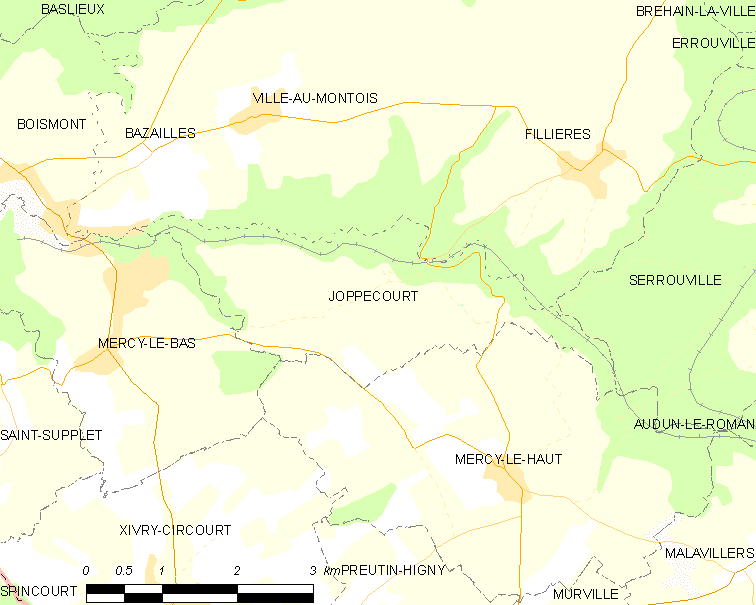
若佩库尔的OSM定位图

## 行政
若佩库尔的邮政编码为54620，INSEE市镇编码为54282。

## 政治
若佩库尔所属的省级选区为布里埃地区县。

## 人口

1962-2008年间若佩库尔人口变化图示

若佩库尔于2022年1月1日时的人口数量为154人。